# Xyris brevifolia
Xyris brevifolia är en gräsväxtart som beskrevs av André Michaux. Xyris brevifolia ingår i släktet Xyris och familjen Xyridaceae. Inga underarter finns listade i Catalogue of Life.